# Johan Mjällby
Johan Mjällby (ur. 9 lutego 1971 w Sztokholmie) – szwedzki piłkarz. Występował na pozycji obrońcy lub pomocnika.

## Kariera klubowa
Johan Mjällby zawodową karierę rozpoczynał w 1989 roku w AIK Fotboll. Grał tam przez dziesięć lat, w trakcie których zdobył mistrzostwo i dwa razy Puchar Szwecji. Dla AIK rozegrał 135 ligowych pojedynków, w których strzelił sześć goli. W 1998 roku szwedzki obrońca podpisał kontrakt z Celticiem F.C., który zapłacił za niego nieco ponad milion funtów. Na Celtic Park Johan od razu wywalczył sobie miejsce w podstawowym składzie. Zadebiutował w wygranych aż 5:1 derbach Glasgow przeciwko Rangers. Razem z „The Boys” Mjällby trzy razy sięgnął po mistrzostwo kraju – w 2001, 2002 i 2004 roku. Dwa razy triumfował także w rozgrywkach Pucharu Szkocji oraz Pucharu Ligi Szkockiej. Gdy w 2001 roku Celtic wywalczył potrójną koronę, Johan grał w defensywie razem z Joosem Valgaerenem, Jackiem McNamarą oraz Tommym Boydem. Wtedy również Mjällby zadebiutował w rozgrywkach Ligi Mistrzów, w których Celtic podejmował FC Porto, Juventus F.C. oraz Rosenborg BK. Wychowanek AIK Fotboll miejsce w pierwszej jedenastce Celticu stracił w sezonie 2002/03, w którym „The Boys” dotarli do finału Pucharu UEFA. Łącznie dla szkockiej drużyny Johan rozegrał w lidze 144 spotkania. Latem 2004 roku Mjällby podpisał kontrakt z beniaminkiem Primera División – Levante UD, a w 2005 roku wrócił do AIK Fotboll. Przez ostatnie lata przygody z futbolem szwedzki piłkarz zmagał się z wieloma problemami zdrowotnymi, przez które był zmuszony zakończyć piłkarską karierę.

## Kariera reprezentacyjna
W reprezentacji Szwecji Mjällby zadebiutował 12 marca 1997 roku w spotkaniu przeciwko Izraelowi. W 2000 roku znalazł się w kadrze Szwecji na mistrzostwa Europy. Na Euro „Blågult” zajęli ostatnie miejsce w swojej grupie i odpadli z turnieju. Johan wystąpił we wszystkich trzech meczach, a w przegranym 2:1 pojedynku z Belgią zdobył jedyną bramkę dla swojej drużyny. W 2002 roku Mjällby otrzymał powołanie od Larsa Lagerbäcka i Tomasa Söderberga na mistrzostwa świata. Na boiskach Korei Południowej i Japonii Szwedzi w 1/8 finału zostali wyeliminowani przez Senegal. Johan na mundialu tym pełnił rolę kapitana swojego zespołu i wystąpił w każdym ze spotkań w pełnym wymiarze czasowym. Ostatnią wielką imprezą w karierze Szweda były Mistrzostwa Europy 2004. Podopieczni Lagerbäcka i Söderberga zajęli wówczas pierwsze miejsce w swojej grupie, ale w ćwierćfinale przegrali po rzutach karnych z Holendrami. Po turnieju tym Mjällby zakończył reprezentacyjną karierę. Dla drużyny narodowej rozegrał łącznie 49 pojedynków, w których zdobył cztery bramki.